# Fritz Kehl
Fritz Kehl, né le 12 juillet 1937 à Bienne, est un joueur de football suisse, qui évoluait au poste de défenseur.

## Biographie

### Carrière en club
En club, il joue dans les rangs du FC Zurich.

### Carrière en sélection
Avec l'équipe de Suisse, il figure dans le groupe des sélectionnés lors de la Coupe du monde de 1962. 
Il ne joue toutefois aucun match en équipe nationale au cours de sa carrière.